# Müncheberger Kleinbahn
| Streckennummer: | 6539                   |                          |                          |
| Kursbuchstrecke: | 94h (1934) 128b (1946) |                          |                          |
| Streckenlänge: | 4,5 km                 |                          |                          |
| Spurweite: | 1435 mm (Normalspur)   |                          |                          |
| Maximale Neigung: | 6,7 ‰                  |                          |                          |
| Minimaler Radius: | 250 m                  |                          |                          |
| |                        |                          |                          |
| \| \| \| von Berlin \| \| \| \| 0,0 \| Müncheberg (Mark) \| Müncheberg (Mark) \| \| \| \| nach Kostrzyn und Buckow \| \| \| \| 4,2 \| Müncheberg Stadt \| Müncheberg Stadt \| \| \| \| nach Hasenfelde \| \| |                        |                          |                          |
| Strecke |                        | von Berlin               | von Berlin               |
| Bahnhof | 0,0                    | Müncheberg (Mark)        | Müncheberg (Mark)        |
| Abzweig ehemals geradeaus und nach links |                        | nach Kostrzyn und Buckow | nach Kostrzyn und Buckow |
| Bahnhof (Strecke außer Betrieb) | 4,2                    | Müncheberg Stadt         | Müncheberg Stadt         |
| Strecke (außer Betrieb) |                        | nach Hasenfelde          | nach Hasenfelde          |

Die Müncheberger Kleinbahn war ein Eigenbetrieb der Stadt Müncheberg im heutigen Landkreis Märkisch-Oderland. Die viereinhalb Kilometer lange Strecke verband den dortigen Stadtbahnhof mit der Station Dahmsdorf-Müncheberg – heute Müncheberg (Mark) – an der Ostbahnstrecke Berlin–Kostrzyn.
Der Personen- und Güterverkehr wurde am 23. November 1909 aufgenommen. Den Betrieb führte das Landesverkehrsamt Brandenburg in Potsdam, das in Müncheberg Stadtbahnhof eine Verwaltungsstelle einrichtete. Diese war auch für die hier anschließende Strecke der Oderbruchbahn nach Fürstenwalde über Hasenfelde, die am 3. Juni 1911 eröffnet wurde, und zwei weitere Kleinbahnen zuständig. 
In der Folge gab es auch durchlaufende Personenzüge Dahmsdorf-Müncheberg – Müncheberg – Fürstenwalde. 1914 waren es vier Zugpaare und zusätzlich sechs Zugpaare Dahmsdorf-Müncheberg – Müncheberg.
1913 wurden 86.071 Reisende gezählt, im Güterverkehr wurden 33.109 t befördert, überwiegend landwirtschaftliche Produkte. 
1909 waren zwei dreiachsige Dampflokomotiven von Orenstein & Koppel vorhanden, außerdem zwei Personenwagen, ein Pack/Postwagen und sieben Güterwagen. 
Am 1. Januar 1941 übertrug die Stadt ihre Kleinbahn der Oderbruchbahn, die schließlich 1949 zur Deutschen Reichsbahn kam. Der Personenverkehr wurde am 1. Februar 1965 eingestellt, der Güterverkehr am 31. Dezember 1971. Bis zum Sommer 1970 waren unter Einbeziehung der ortsansässigen Jugend die Schienen demontiert worden. Letzte Gleisanlagen im Bereich des Bahnhofs Müncheberg (Mark), so ein Abstellgleis mit zugehöriger Weiche, waren noch bis Anfang der 1990er Jahre funktionstüchtig.